# Callopistria nigrosticta
Callopistria nigrosticta är en fjärilsart som beskrevs av Louis Beethoven Prout 1927. Callopistria nigrosticta ingår i släktet Callopistria och familjen nattflyn. Inga underarter finns listade i Catalogue of Life.